# Nervilia fordii
Nervilia fordii är en orkidéart som först beskrevs av Henry Fletcher Hance, och fick sitt nu gällande namn av Rudolf Schlechter. Nervilia fordii ingår i släktet Nervilia och familjen orkidéer. Inga underarter finns listade i Catalogue of Life.